# فالديمار جون جالمان

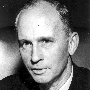
فالديمار جون جالمان

فالديمار جون جالمان (27 أبريل 1899 ويلسفيل ، نيويورك - 28 يونيو 1980)  كان موظفًا بالخدمة الخارجية الأمريكية شغل منصب سفير بمسى سفير فوق العادة ومفوض لدى بولندا (1948-1950) ، جنوب إفريقيا (1951-1954) (مفوض اتحاد جنوب إفريقيا) ، العراق (1954-1958 ؛ أعيد اعتماده عندما أصبح العراق جمهورية ؛ قدم أوراق اعتماد جديدة في 22 سبتمبر 1958. تم تفويضه كسفير فوق العادة ومفوض لدى الاتحاد العربي في 10 يوليو 1958 ، لكنه لم يؤد اليمين الدستورية بموجب هذا التعيين ، وذلك بسبب حل الاتحاد العربي وكان المدير العام للسلك الدبلوماسي من 17 نوفمبر 1958 حتى 31 يناير ، 1961. 
تخرج جالمان من جامعة كورنيل عام 1921. 
أصبح لاحقًا عضوًا في كلية جامعة جورج واشنطن ومؤلفًا «العراق تحت قيادة الجنرال نوري: ذكرياتي عن نوري السعيد ، 1954-1958». 

## روابط خارجية
- أرشيف جامعة بوسطن لأوراقه
- رسالة من هيلين كيلر إلى فالديمار ج. غالمان شكرًا على مساعدته وكرم ضيافته.